# یواس‌اس دیل (دی‌دی-۲۹۰)
یواس‌اس دیل (دی‌دی-۲۹۰) (به انگلیسی: USS Dale (DD-290)) یک کشتی بود که طول آن 314 ft 5 in (95.83 m) بود. این کشتی در سال ۱۹۱۹ ساخته شد.